# Hamburger Concerto
Hamburger Concerto è il quarto album in studio del gruppo musicale olandese Focus, pubblicato nel maggio 1974 dalla Polydor Records.

## Descrizione
Il disco si compone di cinque brani, tra cui l'omonima suite, che trae ispirazione dall'opera Gijsbrecht van Aemstel di Joost van den Vondel.

## Tracce
Lato A
1. Delitiæ Musicæ – 1:13 (musica: tradizionale – arrangiamento: Jan Akkerman)
2. Harem Scarem – 5:52 (musica: Thijs van Leer)
3. La Cathedrale de Strasbourg – 4:59 (musica: Thijs van Leer)
4. Birth – 7:46 (Jan Akkerman)

Lato B
1. Hamburger Concerto – 20:19

Traccia bonus nell'edizione CD
1. Early Birth – 2:54 (musica: Jan Akkerman)

## Formazione
Gruppo
- Thijs van Leer – organo, pianoforte, clavicembalo, pianoforte elettrico, flauto, flauto contralto, sintetizzatore ARP, mellotron, vibrafono, fisarmonica, battimani, voce
- Jan Akkerman – liuto, timpano, battimani, chitarra
- Bert Ruiter – basso, autoharp, triangolo, cimbalini a dita cinesi, battimani, campane svizzere
- Colin Allen – batteria, conga, tamburello, nacchere, cabasa, woodblock, gong cinese, timpano, battimani, flexatone, cuíca

Produzione
- Mike Vernon – produzione
- Bob Hall – ingegneria del suono
- David Hamilton-Smith, Rod Thear – assistenza tecnica
- Harry Fisher – mastering